# Magnus al VI-lea al Norvegiei
Magnus Haakonsson - in norvegiana veche: Magnús Hákonarson - (n. 1 mai 1238, Comuna Tønsberg, Vestfold, Norvegia – d. 9 mai 1280, Bergen, Danemarca-Norvegia) a fost regele Norvegiei din 1263 până în 1280. Una dintre cele mai importante realizari ale sale a fost modernizarea și naționalizarea Norvegiei în codul de drept, după care el a fost cunoscut sub numele de Magnus Îndreptătorul-de-Lagi.
A fost cel mai tânăr fiu al regelui Haakon Hakonsson și a soției sale Margareta Skuladotter. El a fost născut în Tunsberg și a fost botezat în mai 1238, petrecându-și cea mai mare parte din educație în Bergen. În 1257, fratele sau mai mare Haakon a murit, lăsându-l pe Magnus moștenitorul regatului. La 11 septembrie 1261, s-a căsătorit cu prințesa daneză Ingeborg, fiica regretatului rege danez Eric Plogpenning, după ce a fost rapită de oamenii Regelui Haakon, de la mănăstirea unde aceasta trăia. Lupta fetei de a pretinde moștenirea de la tatăl său asasinat a implicat Norvegia în conflicte cu Danemarca pentru următoarele decenii. Magnus și Ingeborg s-au încoronat imediat după căsătoria lor. Pe 16 decembrie 1263, regele Haakon a murit în timp ce se lupta cu scoțienii pentru Hebride iar Magnus a devenit domnitorul Norvegiei.
Domnia lui Magnus a adus o schimbare a politici externe mult mai agresivă ca cea a tatălui său. În 1266 a renunțat la Hebridele și Insula Man a Scoțienilor, în schimbul unei sume mari de argin și a unei plăți anuale, în conformitate cu Tratatul de la Perth, prin care scoțienii au recunoscut guvernarea norvegiană peste Insulele Shetland și Orkney. În 1269, Tratatul de la Winchester a cimentat relațiile cu regele englez Henric al III-lea al Angliei. Magnus pare să fi avut relații bune cu regele suedez Valdemar Birgersson, iar în 1260, la granița cu Suedia a fost definit în mod oficial pentru prima dată. Atunci când Valdemar a fost detronat de către cei doi frați și a plecat în Norvegia în 1275, acest lucru l-a agitat pe Magnus pentru a colecta o flotă pentru prima și singura dată în timpul domniei lui. Cu o flota mare, el s-a întâlnit cu noul rege suedez pentru a încerca să aducă o înțelegere între cei doi frați, însă fără succes, regele suedez nu a cedat presiunii și Magnus s-a retras fără să se angajeze în acțiunile ostile.
Succesiunea roială a fost o chestiune importantă, ultimele războaie civile pentru succesiune care au fost purtate timp de decenii încheiându-se în cele din urmă în 1240. În 1273, Magnus i-a dat fiului său de cinci ani, Eric, titlul de rege, iar fratelui său mai tânăr, Haakon, titlul de duce, făcând astfel foarte clar cine deținea succesiunea roială.
În primăvara anului 1280, Magnus s-a îmbolnăvit în Bergen și a murit pe 9 mai. El planificase deja că fiul său Eric să fie încoronat în mijlocul verii ca și co-guvernator, în schimb Eric a preluat acum funcția de împărat unic la vârsta de 12 ani.